# Луций Клодий Тиней Пупиен Бас
Луций Клодий Тиней Пупиен Бас (на латински: Lucius Clodius Tineius Pupienus Bassus; * 220; † след 250) е политик на Римската империя.
Син е на Тит Клодий Пупиен Пулхер Максим и Тинея, потомка на император Август. По майчина линия е внук на Квинт Тиней Сакердот (суфектконсул 192 г., консул 219 г.) и Волузия Лаодика, дъщеря на узурпатора от 175 г. Авидий Касий и Волузия Ветия Мециана, дъщеря на Луций Волузий Мециан (римски юрист). По бащина линия е внук на римския император Пупиен и Секстия Цетегила. Братовчед е на Пупиена Секстия Павлина Цетегила.
През 250 г. той е проконсул на Кирена (Cyrenea). Жени се за Оливия Патерна (* 220 г.), дъщеря на Луций Овиний Пакациан и съпругата му Корнелия Оптата Аквилия Флавия. Двамата имат син Марк Тиней Овиний Каст Пулхер през 240 г., който след 274 г. е суфектконсул и понтифекс.